# Henk van der Vorst
Hendrik Albertus „Henk“ van der Vorst (* 5. Mai 1944) ist ein niederländischer Mathematiker, der sich mit numerischer Mathematik befasst. 
Van der Vorst wurde 1982 an der Universität Utrecht bei Abraham van der Sluis promoviert (Preconditioning by incomplete decompositions). Er war ab 1984 Professor an der TU Delft und ab 1990 an der Universität Utrecht. 2005 wurde er emeritiert.
Er ist bekannt für Arbeiten in der numerischen linearen Algebra wie die Einführung der Biconjugate Stabilized Gradient Method (BiCGSTAB) in die numerische lineare Algebra, einer Variante des BiCG-Verfahrens. Die diesbezügliche Arbeit gehörte in den 1990er Jahren zu den meistzitierten Arbeiten in Mathematik nach ISI. Sehr einflussreich war auch seine Arbeit mit J. A. Meijerink von 1977 über ILU-Zerlegung als Vorkonditionierer zur iterativen Lösung großer linearer Gleichungssysteme.
Er ist Mitglied der Niederländischen Akademie der Wissenschaften und der Niederländischen Akademie für Technologie und Innovation, Fellow der SIAM und Ritter des Ordens des Niederländischen Löwen.

## Schriften
- Mit J.A. Meijerink: An Iterative Solution Method for Linear Systems of Which the Coefficient Matrix is a Symmetric M-Matrix, Math. Comp., Band 31, 1977, S. 148–162
- Iterative solution methods for certain sparse linear systems with a non-symmetric matrix arising from PDE-problems, J. Comput. Phys., Band 44, 1981, S. 1–19
- mit C. Vuik: GMRESR: A family of nested GMRES methods, Numer. Lin. Alg. Appl., Band 1, 1994, S. 369–386
- mit  G. L. G. Sleijpen: A Jacobi-Davidson iteration method for linear eigenvalue problems, SIAM J. Matrix Anal. Appl., Band 17, 1996, S. 401–425
- mit  A. van der Sluis: The rate of convergence of conjugate gradients, Numerische Mathematik, Band 48, 1986, S. 543–560.
- High performance preconditioning, SIAM J. Sci. Statist. Comput. 10, 1989, S. 1174–1185
- Iterative Krylov Methods for Large Linear systems, Cambridge University Press, Cambridge, 2003